# サッカーチャイニーズタイペイ代表
サッカーチャイニーズタイペイ代表（サッカーチャイニーズタイペイだいひょう、中国語: 中華臺北足球代表隊）は、中華民国サッカー協会（CTFA）によって構成される、中華民国（台湾）のサッカーのナショナルチームである。チャイニーズタイペイは台湾のナショナルチームに対し、FIFAが1981年に認定した公式の呼称である。
国際大会では国旗（青天白日滿地紅旗）ではなく、チャイニーズタイペイオリンピック委員会旗を用いる。国歌は国旗歌（チャイニーズタイペイオリンピック委員会歌）を使用する。

## 歴史
1955年にアジアサッカー連盟（AFC）に加盟するも、中華人民共和国との関係から1974年にAFCを脱退し、1975年にオセアニアサッカー連盟（OFC）に加盟している。1978年から1990年のFIFAワールドカップ予選においては、オセアニア枠で地区予選に出場している。1989年よりAFCに再加盟し、現在はアジアサッカー連盟および東アジアサッカー連盟（EAFF）に所属している。なお、EAFF E-1サッカー選手権の本大会への出場経験は無い。

## ホームスタジアム
チャイニーズタイペイ代表は、2つのスタジアムをホームスタジアムとしている。
- 高雄国家体育場 (高雄) 収容人数：40,000人
- 台北陸上競技場 (台北) 収容人数：20,000人

## 成績

### FIFAワールドカップ
中国オリンピック委員会が、台湾に移転したと通知された1951年以降の成績を記載。
- 1954 - 棄権
- 1958 - 棄権
- 1962 - 不参加
- 1966 - 不参加
- 1970 - 不参加
- 1974 - 不参加
- 1978 - 予選敗退
- 1982 - 予選敗退
- 1986 - 予選敗退
- 1990 - 予選敗退
- 1994 - 予選敗退
- 1998 - 予選敗退
- 2002 - 予選敗退
- 2006 - 予選敗退
- 2010 - 予選敗退
- 2014 - 予選敗退
- 2018 - 予選敗退
- 2022 - 予選敗退
- 2026 - 予選敗退

### AFCアジアカップ
- 1956 - 不参加
- 1960 - 3位
- 1964 - 不参加
- 1968 - 4位
- 1972 - 不参加
- 1976〜1988 - 不参加
- 1992 - 予選敗退
- 1996 - 予選敗退
- 2000 - 予選敗退
- 2004 - 予選敗退
- 2007 - 予選敗退
- 2011 - 不参加
- 2015 - 予選敗退
- 2019 - 予選敗退
- 2023 - 予選敗退

### EAFF E-1サッカー選手権
- 2003 - 予選敗退
- 2005 - 予選敗退
- 2008 - 予選敗退
- 2010 - 予選敗退
- 2013 - 予選敗退
- 2015 - 予選敗退
- 2017 - 予選敗退
- 2019 - 予選敗退
- 2022 - 不参加
- 2025 - 予選敗退

### AFCチャレンジカップ
- 2006年 - ベスト8
- 2008年 - 予選敗退
- 2010年 - 予選敗退
- 2012年 - 予選敗退
- 2014年 - 予選敗退

### AFCソリダリティーカップ
- 2016年 - 不参加

## 歴代監督
- 李恵堂 1954-1958
- 黎兆栄 1956
- 何応芬 1966
- 許竟成 1967
- 鮑景賢 1966, 1968
- 羅北 1977-1981
- 江洽 1981-1985
- 羅智聰 1985-1988
- 黄仁成 1988-1993
- 強木在 1994-2000
- 李博洪 2001-2005
- エドソン・シルバ（英語版） 2005
- 今井敏明 2005-2007
- 陳信安 2008-2009
- 羅智聰 2009-2011
- 李泰昊 2011-2012
- 陳貴人 (暫定) 2012
- 強木在 2012
- 陳貴人 2013-2016
- 今井敏明 2016
- 平田礼次（英語版） (暫定) 2016
- 黒田和生 2016-2017
- ギャリー・ホワイト 2017-2018
- 王家中（英語版） (暫定) 2018-2019
- ルイス・ランカスター 2019
- 王家中（英語版） 2020-2021
- 葉獻中（英語版） 2021-2023
- ギャリー・ホワイト 2023-

## 歴代選手
- 陳柏良（英語版） 2006-2019
- 蔡立靖 2019-